# 托尔讷河谷

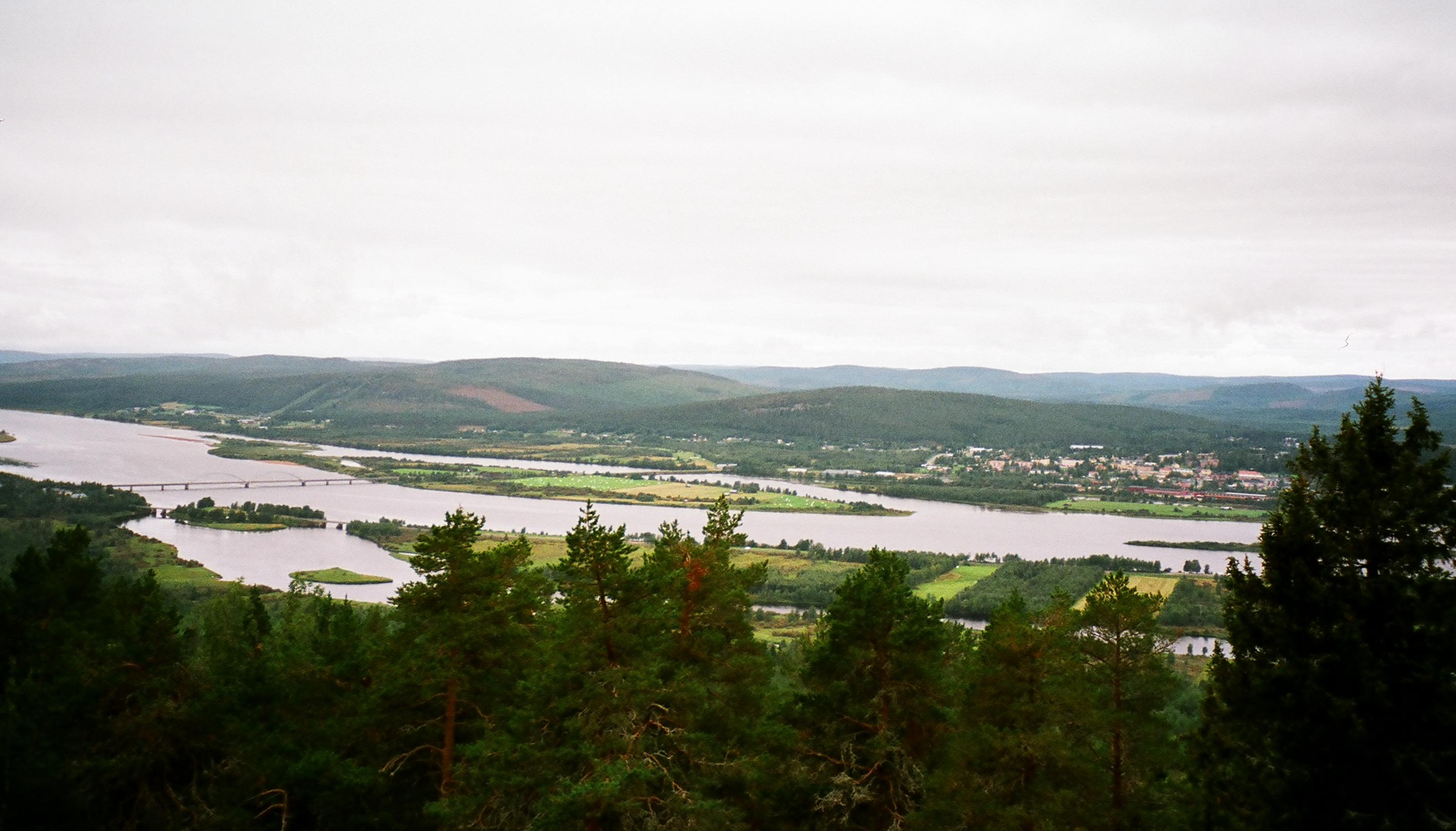
瑞典与芬兰边境上的托尔讷河谷

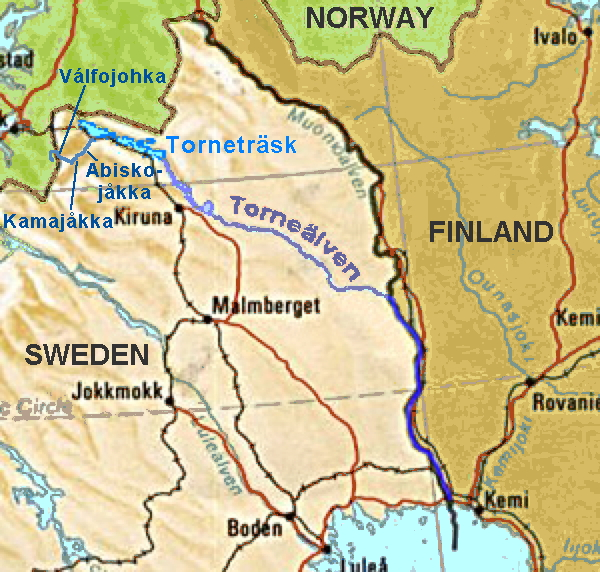
托尔讷河谷地图

托尔讷河谷地区旗帜（梅安语：Meänmaan flaku，瑞典语：Meänmaas flagga）

托尔讷河谷（芬蘭語：Tornionlaakso），又称托尔尼奥河谷，是位于瑞典和芬兰边境托尔讷河（托尔尼奥河）两边的河谷。